# Guia da Carreira
O Guia da Carreira é um site informativo sobre educação, profissões e carreiras. Desde fins de 2010 é mantido pela empresa Quinstreet, que também é proprietária dos serviços Seguro Auto, VEMM, Insurance.com.

## Descrição
Criado em junho de 2009, o Guia da Carreira publica artigos com informações sobre assuntos relacionados a educação, mercado profissional e direcionamento pessoal.
No campo da educação, o site especializa-se em informar sobre o Enem e vestibulares variados desde 2014. A equipe de criação de conteúdo é constituída por professores, ex-professores.
No campo de profissões, oferece conteúdo instrutivo para aprimoramento da carreira, e inserção no campo profissional – como classificados e testes vocacionais.

## Desenvolvimento e números
Além de contar com mais de 10 milhões de visualizações de página por mês e ter mais de 3500 artigos publicados em plataforma própria, a empresa passou a produzir também conteúdo também para sites de notícias e mídia como Yahoo, Terra, MSN e R7.
No Facebook, o Guia da Carreira acumula 128 mil seguidores.
Seus conteúdos também são usados como referência por instituições de ensino superior como Cruzeiro do Sul, UNICID, UNIFRAN, UDF, entre outras.